# اولیبیتسه
اولیبیتسه (به لاتین: Úlibice) یک منطقهٔ مسکونی در جمهوری چک است که در شهرستان ییچین واقع شده‌است.
 اولیبیتسه ۶٬۷۴ کیلومتر مربع مساحت و ۲۳۳ نفر جمعیت دارد.